# Papirus Oxyrhynchus 3679

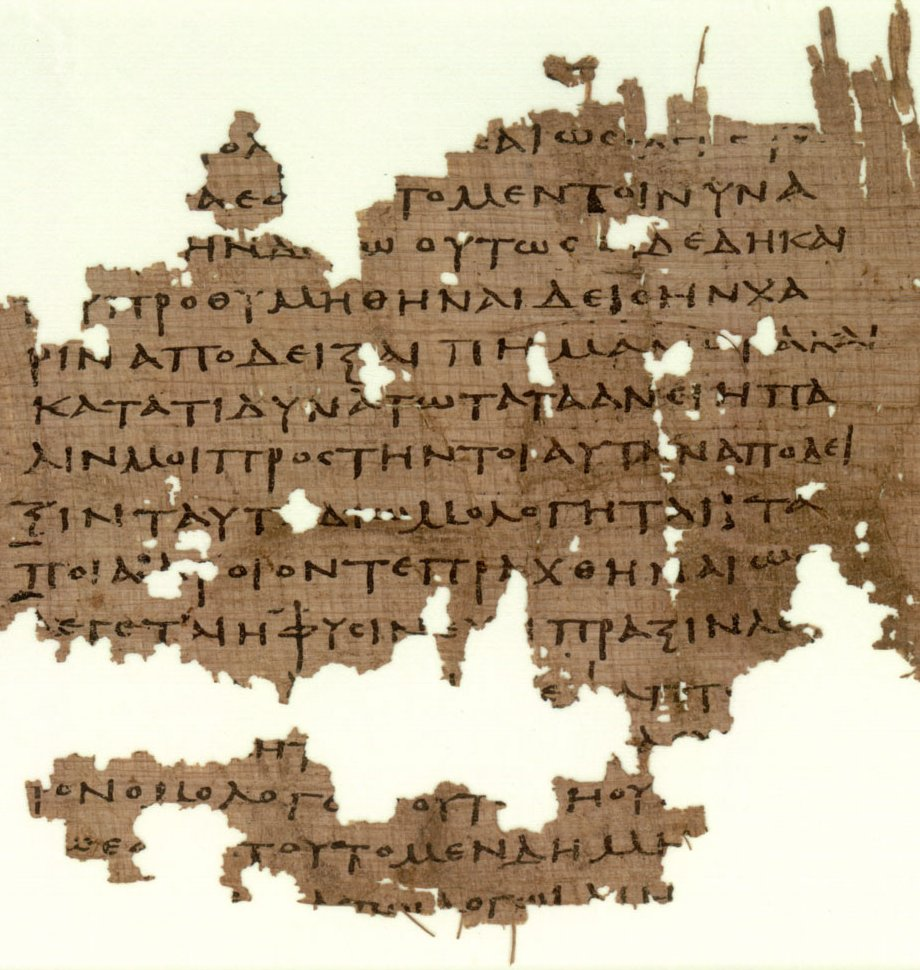
Papirus Oxyrhynchus 3679, fragment jednej kolumny tekstu.

Papirus Oxyrhynchus 3679 oznaczany jako P.Oxy.LII 3679 – rękopis zawierający fragment dialogu Państwo Platona. Napisany w języku greckim. Papirus ten został odkryty przez Bernarda Grenfella i Arthura Hunta w 1897 roku w Oksyrynchos. Rękopis powstał w III wieku n.e. Tekst został opublikowany przez Helen M. Cockle w 1984 roku w The Oxyrhynchus Papyri, część LII (52).
Manuskrypt został napisany na papirusie, w formie zwoju. Zachowały się fragmenty dwóch kolumn tekstu. Rozmiary zachowanego fragmentu wynoszą 12 na 8 cm. Rękopis przechowywany jest w Papyrology Rooms, Sackler Library w Oksfordzie.